# Montferrand-le-Château
Montferrand-le-Château és un municipi francès situat al departament del Doubs i a la regió de Borgonya - Franc Comtat. L'any 2007 tenia 2.171 habitants.

## Demografia

### Població
El 2007 la població de fet de Montferrand-le-Château era de 2.171 persones. Hi havia 730 famílies de les quals 134 eren unipersonals (49 homes vivint sols i 85 dones vivint soles), 235 parelles sense fills, 308 parelles amb fills i 53 famílies monoparentals amb fills.
La població ha evolucionat segons el següent gràfic:
Habitants censats

### Habitatges
El 2007 hi havia 771 habitatges, 744 eren l'habitatge principal de la família, 11 eren segones residències i 15 estaven desocupats. 650 eren cases i 121 eren apartaments. Dels 744 habitatges principals, 589 estaven ocupats pels seus propietaris, 145 estaven llogats i ocupats pels llogaters i 10 estaven cedits a títol gratuït; 5 tenien una cambra, 28 en tenien dues, 92 en tenien tres, 182 en tenien quatre i 437 en tenien cinc o més. 662 habitatges disposaven pel capbaix d'una plaça de pàrquing. A 309 habitatges hi havia un automòbil i a 401 n'hi havia dos o més.

### Piràmide de població
La piràmide de població per edats i sexe el 2009 era:
| Homes | Edats   | Dones |
| ----- | ------- | ----- |
| 0     | 95 o +  | 8     |
| 0     | 90 a 94 | 48    |
| 12    | 85 a 89 | 60    |
| 12    | 80 a 84 | 32    |
| 32    | 75 a 79 | 52    |
| 32    | 70 a 74 | 16    |
| 32    | 65 a 69 | 76    |
| 32    | 60 a 64 | 44    |
| 48    | 55 a 59 | 48    |
| 72    | 50 a 54 | 64    |
| 48    | 45 a 49 | 72    |
| 92    | 40 a 44 | 80    |
| 64    | 35 a 39 | 64    |
| 64    | 30 a 34 | 52    |
| 52    | 25 a 29 | 44    |
| 44    | 20 a 24 | 44    |
| 60    | 15 a 19 | 56    |
| 56    | 10 a 14 | 72    |
| 56    | 5 a 9   | 64    |
| 56    | 0 a 4   | 40    |

## Economia
El 2007 la població en edat de treballar era de 1.296 persones, 967 eren actives i 329 eren inactives. De les 967 persones actives 899 estaven ocupades (463 homes i 436 dones) i 67 estaven aturades (32 homes i 35 dones). De les 329 persones inactives 119 estaven jubilades, 130 estaven estudiant i 80 estaven classificades com a «altres inactius».

### Ingressos
El 2009 a Montferrand-le-Château hi havia 758 unitats fiscals que integraven 1.974 persones, la mediana anual d'ingressos fiscals per persona era de 20.872 €.

### Activitats econòmiques
Dels 60 establiments que hi havia el 2007, 1 era d'una empresa extractiva, 2 d'empreses alimentàries, 4 d'empreses de fabricació d'altres productes industrials, 11 d'empreses de construcció, 12 d'empreses de comerç i reparació d'automòbils, 3 d'empreses de transport, 3 d'empreses d'hostatgeria i restauració, 1 d'una empresa d'informació i comunicació, 5 d'empreses immobiliàries, 3 d'empreses de serveis, 10 d'entitats de l'administració pública i 5 d'empreses classificades com a «altres activitats de serveis».
Dels 19 establiments de servei als particulars que hi havia el 2009, 1 era una oficina de correu, 3 tallers de reparació d'automòbils i de material agrícola, 2 paletes, 1 guixaire pintor, 5 lampisteries, 1 empresa de construcció, 2 perruqueries, 2 restaurants, 1 agència immobiliària i 1 saló de bellesa.
Dels 5 establiments comercials que hi havia el 2009, 1 era un hipermercat, 2 fleques, 1 una botiga de material de revestiment de parets i terra i 1 una joieria.
L'any 2000 a Montferrand-le-Château hi havia 6 explotacions agrícoles.

## Equipaments sanitaris i escolars
El 2009 hi havia 1 centre de salut i 1 farmàcia.
El 2009 hi havia 1 escola maternal integrada dins d'un grup escolar amb les comunes properes formant una escola dispersa i 2 escoles elementals integrades dins de grups escolars amb les comunes properes formant escoles disperses.

## Poblacions més properes
El següent diagrama mostra les poblacions més properes.